# Загоскин, Михаил Васильевич
Михаил Васильевич Загоскин (6 [18] сентября 1830 — 11 [24] сентября 1904) — русский писатель, журналист и общественный деятель, создатель первых частных газет Сибири. Коллежский советник, гласный Иркутской городской думы (1872—1879, 1881—1884).

## Биография
Родился в семье сельского священника, учился в Иркутском духовном училище и Иркутской духовной семинарии, в числе лучших учеников был направлен в Казанскую духовную академию, где увлёкся историей и монгольским языком, а также работами Н. В. Белинского, Н. В. Гоголя и А. И. Герцена. В 1856 году, получив степень магистра, вернулся в Иркутск, где преподавал историю в младших классах духовной семинарии. Издавал рукописный журнал «Козуля» для учеников семинарии. В 1859 г. стал инспектором классов в военном училище в Иркутске. Принимал также участие в создании Иркутского технического училища и в последующем был в нём инспектором классов.
На литературное поприще выступил в конце 1850-х гг. с обширным трудом «О быте поселян Иркутского уезда» («Иркутские губернские ведомости» 1857—1858). С 1862 года был членом ВСРГО. Долгое время был правителем дел Восточно-Сибирского отдела Географического общества и редактором его изданий.
В 1859 году М. В. Загоскин был назначен главным редактором газеты «Иркутские губернские ведомости». В 1860—1862 гг., при материальной поддержке И. Н. Пиленкова, Л. А. Белоголового и С. С. Попова издаёт первую частную газету в Иркутске — газету "Амур", с которой сотрудничали М. В. Буташевич-Петрашевский, Ф. Н. Львов и Д. И. Завалишин. С 1862 года продолжает свою деятельность в "Сибирском вестнике" совместно с Б. А. Милютиным. В то же время начал сотрудничать в газете «Сибирь», одном из лучших изданий сибирской печати того времени, где в 1876 году становится редактором.
Перу Загоскина также принадлежит начало романа в жанре критического реализма «Магистр» из семинарской жизни в «Сборнике газеты „Сибирь“» (Санкт-Петербург, 1876). Первый в истории русской литературы Сибири роман писался с начале 1860-х гг., в нём автор совмещал собственный опыт обучения в духовных учреждениях с элементами биографии А. П. Щапова.
Загоскину также принадлежат:
- несколько очерков о сельской жизни в сборниках «Восточного обозрения»;
- длинный ряд статей о крестьянских нуждах в газетах «Сибирь» и «Восточное обозрение»;
- обстоятельное описание одной общины, её экономических отношений и юридических обычаев в «Памятной книжке Иркутской губернии» за 1891.

Общественно-политические взгляды Загоскина сформировались в пер. пол. 1860-х гг., он был близок к сибирским областникам — Г. Н. Потанину, Н. М. Ядринцеву, С. С. Шашкову. Загоскин был активным сторонником открытия в Сибири университета. В социальном плане выступал с народнических позиций и поддерживал укрепление сельской общины. Был также сторонником введения земского самоуправления в Сибири, судебной реформы, развитие просвещения и усиления позиций интеллигенции, а также ликвидации натуральных повинностей. При этом одним из первых (в 1881 г.) констатировал крах народнических представлений о постепенном перерастании сельской общины в социалистическое общество в связи с ширящейся социальной дифференциацией в деревне.
В 1864 г. стал одним из организаторов "Общества распространения грамотности в народе". В 1865 г. в связи с "делом о сибирском сепаратизме" у него дома был проведён обыск. В 1867 г. был одним из участников первого съезда учителей Восточной Сибири, который рекомендовал к печати его краеведческое учебное пособие "Иркутск и Иркутская губерния". В 1875—1887 гг. Загоскин работал в газете «Сибирь», с 1878 г. был её редактором. Редакторский коллектив, основанный на артельных началах, также составляли В. И. Вагин, М. Я. Писарев, А. П. Нестеров, С. С. Попов и М. П. Шестунов. Успех газеты вызвал недовольство и противодействие местной администрации. В 1879 г. Загоскин привлечён к дознанию до делу о пропаганде в Иркутске и содержался в Иркутской тюрьме, потом был сослан в пригород. Окончательно газета была "добита" в 1887 г., когда Загоскина административно отстранили от обязанностей редактора, а новую кандидатуру согласовывать отказались. Место "Сибири" заняло "Восточное обозрение", переезду которого в Иркутск Загоскин содействовал.

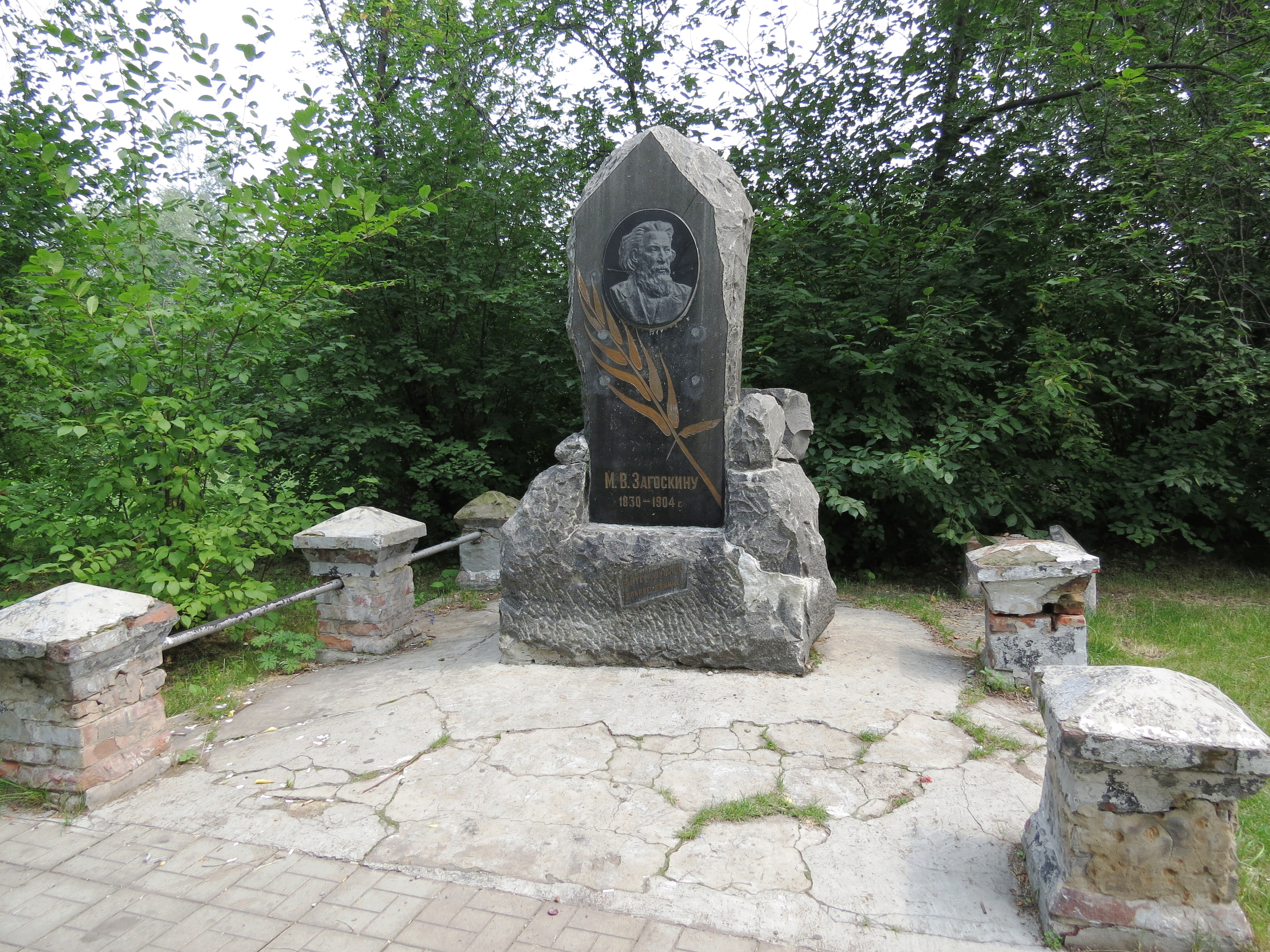
Могила М. В. Загоскина на Иерусалимском кладбище Иркутска

До конца жизни М. В. Загоскин проживает в деревне Грановщина в 20 км от Иркутска, где выстроил себе усадьбу. Но и здесь он не расстается с литературным трудом, печатая время от времени свои статьи по вопросам крестьянского хозяйствования. Кроме того, в "Восточном обозрении" он ведет постоянный отдел "Из подгородних деревень". Последним произведением Загоскина является популярное описание Иркутской губернии, предназначенное для народного чтения. Помимо этого Загоскин арендовал мельницу, открыл частную школу, консультировал мужиков по юридическим вопросам, а также по мере возможностей боролся с кулаками и местным кабаком.
Завещал передать свой дом под народное училище, похоронен на Иерусалимском кладбище в Иркутске.
Дом Загоскина в Грановщине был разобран в 1927 году.

## Память
- Могила Загоскина — памятник истории местного значения[7]. Памятник на могиле Загоскина выполнен по проекту архитектора Казимира Миталя.
- Именем Загоскина названа улица в Иркутске[8].
- Именем Загоскина названа улица в посёлке Грановщина.